# フランク・ライカールト
フランク・ライカールトことフランクリン・エドムンド・ライカールト（オランダ語: Franklin Edmundo Rijkaard, 1962年9月30日 - ）は、オランダ・アムステルダム出身の元サッカー選手、サッカー指導者。現役時代のポジションは主にミッドフィールダー（ボランチ）、ディフェンダー（センターバック）。スリナム系オランダ人。
様々なポジションをこなすユーティリティ性、身体能力だけでなく的確な判断に基づいた守備力、中盤の底で正確なパスを散らすゲームメイク力を併せ持ち、現役時代には「最も現代的なサッカー選手」「トータルミッドフィールダー」と評された。オランダ代表では1988年のUEFA欧州選手権優勝、クラブレベルではアヤックスやACミランで国際タイトル獲得に貢献した。引退後は指導者に転じ、オランダ代表やFCバルセロナなどの監督を務めている。

## 生い立ち
オランダ領ギアナ（後のスリナム共和国）出身のプロサッカー選手だった父ヘルマンとオランダ人の母との間に生まれる。幼少の頃から背が高く運動能力に恵まれていたことや父や3歳上の兄の勧めもあって7歳の時に地元のアムステルダム・スポーツクラブの下部組織に入団し10歳以下のカテゴリーに所属した。
1970年にアムステルダム市内のシャッセーストラート地区に引越し、この地区にある広場（大通りの名前にちなんでバルボア広場と呼ばれた）で近所の子供達とストリートサッカーに興じる様になったが、その中には後にオランダ代表やACミランでチームメイトとなるルート・フリットがいた。ライカールトと同様にスリナムにルーツを持ち幼少の頃から身体能力に恵まれていたフリットとは通う学校は違ったものの直ぐに意気投合し親友となった。また、当時のポジションはフォワードで憧れの選手はアルゼンチンのマリオ・ケンペスだった。
ライカールトはフリットと共にAFC DWSの下部組織に加入しユース年代のカテゴリーに所属。1979年にアムステルダム選抜に選ばれアヤックスのユースチームと対戦した際、オランダ国内で最強と呼ばれたチームを相手に5-1と大勝したことから関係者の関心を集め、責任者のレオ・ベーンハッカーからフリットと共にアヤックスのユースチームへと勧誘された。ライカールトはこの勧誘を受けて同年7月にアヤックスのユースチームへ入団しヴィム・キーフトやジェラルド・ファネンブルグとチームメイトとなった。その一方でフリットはトップチームの選手としてプレー出来る環境を希望しアヤックスからの勧誘を断りHFCハールレムへ入団した。

## クラブ経歴

### アヤックス

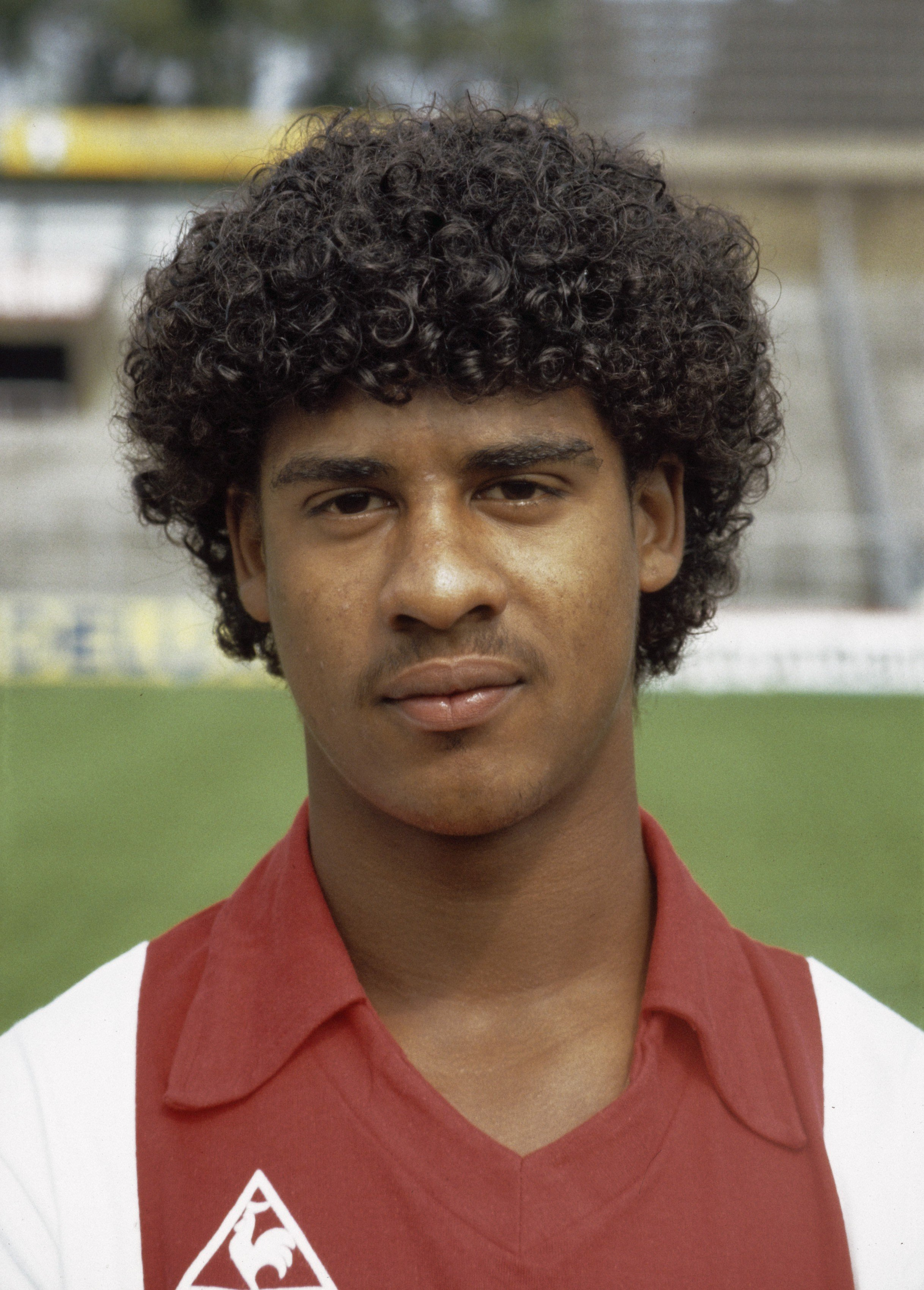
アヤックス時代のライカールト。

育成部門の責任者だったベーンハッカーがトップチームの監督に就任。若手選手を積極的に登用する方針を打ち出したベーンハッカーの下で1980-81シーズン開幕前からトップチームの練習に参加する様になり、1980年8月23日に行われたリーグ戦のゴー・アヘッド・イーグルス戦で初出場をした。
2年目の1981-82シーズンにはベーンハッカーからクルト・リンダーに監督が交代したものの、リンダーの下でも引き続きレギュラーポジションを獲得。また往年のスター選手であるヨハン・クライフがチームに復帰したこともありリーグ優勝を成し遂げ、翌1982-83シーズンにはリーグ戦とKNVBカップの二冠を獲得した。クライフは1982-83シーズン終了後にフェイエノールトへ移籍したものの、ライカールトはその後も中心選手としてチームを牽引し、1985年には『テレ・フラーフ』紙が選ぶオランダ年間最優秀選手賞に選ばれた。
1985-86シーズン、現役を引退したクライフがアヤックスの監督（正式には監督ライセンスを所持しておらず、「テクニカルディレクター」という肩書き）に就任した。クライフはマルコ・ファン・バステンを主将にライカールトを副将に抜擢すると、KNVBカップを制してUEFAカップウィナーズカップ 1986-87へ出場した。この大会で決勝進出を果たすと1987年5月13日に行われた決勝戦ではドイツ民主共和国の1.FCロコモティヴ・ライプツィヒを下してクラブにとって14シーズンぶりの国際タイトル獲得に貢献した。また、同年には『テレ・フラーフ』紙が選ぶオランダ年間最優秀選手賞に再び選ばれた。
一方、クライフはライカールトに対して「世界最高水準の最も完璧な選手になる才能を保持しているにも関わらず、伸し上がろうとする貪欲さに欠けている」として厳しく接していた。1986-87シーズン終了後に主将のファンバステンがイタリアのACミランに移籍すると新たにライカールトを主将に指名するなど期待をかけていたが、繊細な性格のライカールトはストレスを抱える様になった。1987年6月、2試合のみのレンタル契約でACミランの選手として、ポルト、パリ・サンジェルマンとの親善試合に出場した。
1987年8月にアヤックスとの契約更新間際にPSVアイントホーフェンとライカールトが極秘に契約を交わしたことが問題となりメディアの注目を集めたが、オランダサッカー協会の仲裁により1987-88シーズンもアヤックスでプレーすることが決まった。しかしシーズン開幕後は調子が上がらず、パフォーマンスに満足しないクライフだけでなく、メディアからも批判を受けることになった。クライフからの要求や自身の契約問題や批判に耐えかねたライカールトは、シーズン最中の9月25日に行われた練習中にクライフに対し「黙れ」と一喝すると、そのまま練習場から去り二度とクライフ指揮下のチームに戻ることはなかった。

### スポルティングCP
クライフとの確執以来、自宅にも戻らずライカールトの行方は一切判らなくなっていたが、友人の勧めもありポルトガルのリスボンに滞在していた。12月に『フットボル・インターナショナル』誌の取材に応じ「アヤックスを退団しスポルティングCPに入団する」意向であることを明らかにし、代理人を介した移籍交渉が成立し1988年2月8日までにスポルティングの選手となった。一方、アヤックス側が移籍証明書を直ちに発行しなかったことから、ポルトガルサッカー連盟がライカールトの選手登録を認めない判断を下したためポルトガルでの出場機会を失い、スペインのレアル・サラゴサへ3か月間のレンタル移籍をすることになった。

### サラゴサ
サラゴサでは1988年3月20日のバレンシアCF戦でリーグデビュー。アヤックスの退団騒動以来6か月近く実戦から遠ざかっていたこともあり、体力消耗を避ける為に本来の守備的なポジションではなく、攻撃的ミッドフィールダーのポジションで起用され、11試合でフル出場を果たした。一方でシーズン最中の、5月4日にアヤックス時代の監督であるクライフがFCバルセロナの監督に就任することが決まると、「バルセロナに欠けている条件を満たすことが出来るのはライカールトだけである」としてクライフ自ら獲得に名乗りを上げた。クライフはライカールト獲得に熱意を見せたものの、この獲得競争にはイタリアのACミランもバルセロナに先んじて名乗りを上げており、ライカールトはミラン側の掲示した条件（7億ペセタ（約9億8千万円）の契約金）を受け入れミランへ移籍することが決まった。

### ACミラン

#### 国際タイトルの獲得

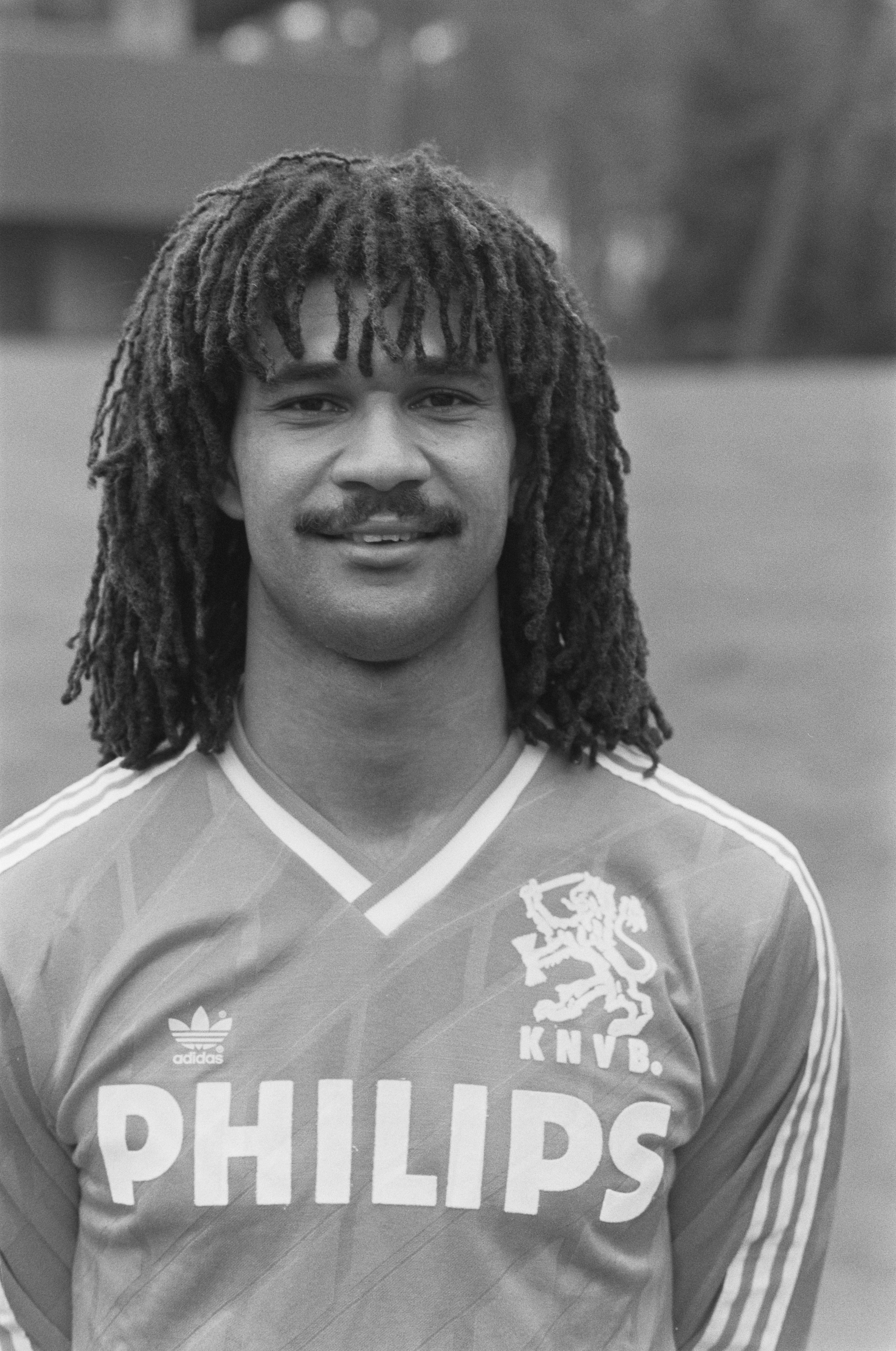
オランダトリオの1人であるルート・フリット。ライカールトと同様にスリナムにルーツを持ち、ドレッドロックスの風貌とカリスマ性を備えていた。

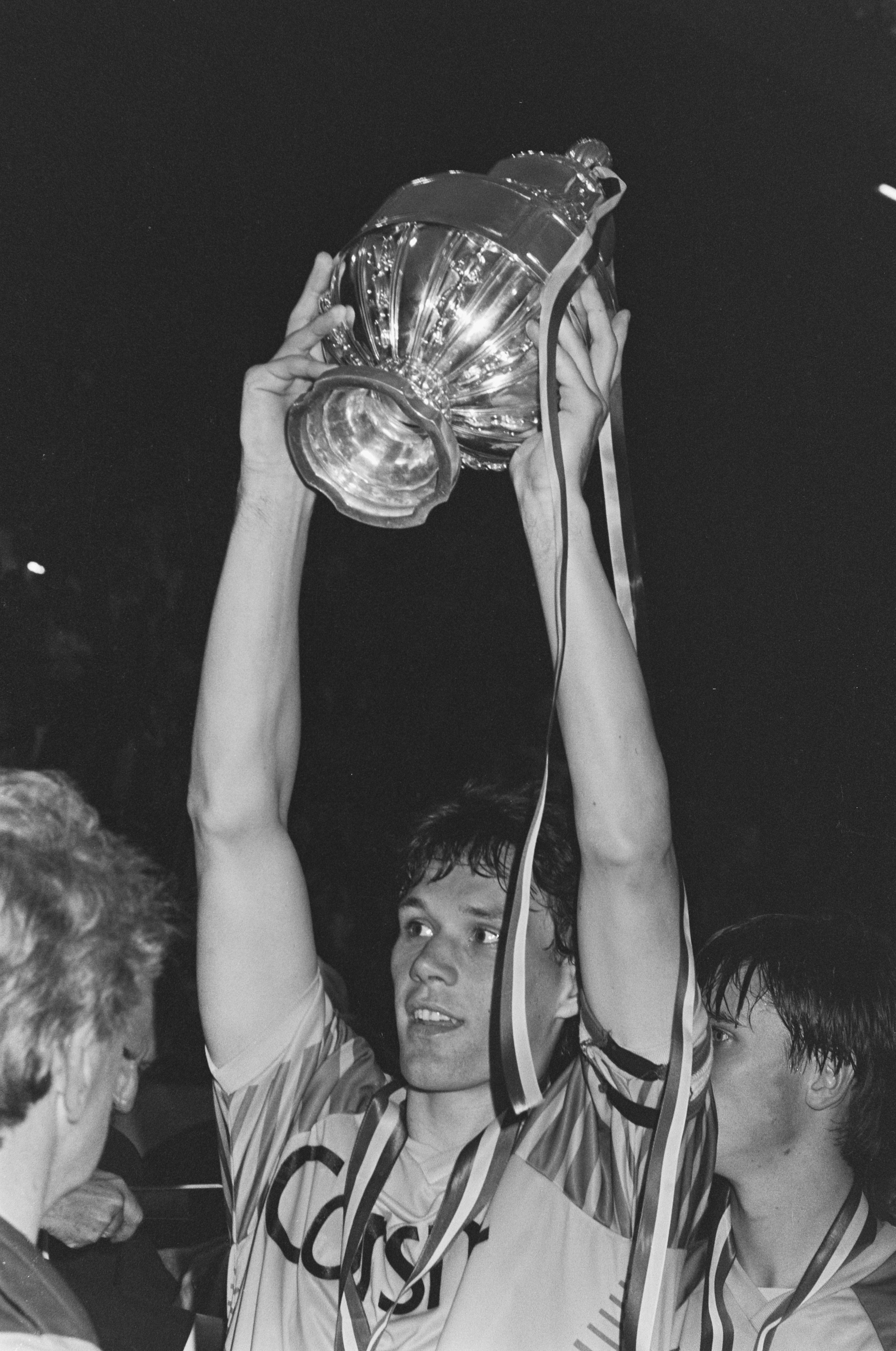
オランダトリオの1人であるマルコ・ファン・バステン。バロンドールを3度受賞するなど高い評価を得ながらも、選手経歴の晩年には足首の怪我に悩まされた。

ミランがライカールトの獲得に乗り出した背景には1988-89シーズンからセリエAの外国人選手枠が1チームに付き従来の2人から3人に拡大したことが挙げられる。その際にライカールトの獲得を要望したのは監督のアリゴ・サッキであり、オーナーのシルヴィオ・ベルルスコーニはカルチョ・コモにレンタル移籍中だったアルゼンチンのクラウディオ・ボルギをチームに復帰させることを要望していた。
ミランではフリットやファン・バステンといったオランダ代表の同僚と共に「オランダトリオ」を形成。それまでセンターバックやリベロとして起用される機会の多かったライカールトだが、サッキ監督の志向したプレッシングスタイルのサッカーの下では守備的ミッドフィールダーとして起用され、相手の攻撃の目を摘み取る一方でパスを散らして試合をコントロールする役割を担いフリットやファン・バステンらの攻撃陣を後方から支援した。
1988-89シーズン、8月21日にコッパ・イタリアで対戦した、ブレシア戦で公式戦デビューを果たし、この試合ではセンターバックのポジションで起用された。リーグ第6節のアタランタ戦で移籍後初ゴールを決めた。リーグ戦ではローター・マテウスを擁するインテル・ミラノやディエゴ・マラドーナを擁するSSCナポリに競り負け3位でシーズンを終えたものの、チャンピオンズカップでは1回戦でブルガリアのヴィトシャ・ソフィア、1回戦でユーゴスラビアのレッドスター・ベオグラード、準々決勝で西ドイツのヴェルダー・ブレーメンを下し準決勝進出を果たした。準決勝はスペインのレアル・マドリードとの対戦となり敵地での第1戦を1-1で引き分けたものの、ホームでの第2戦ではライカールトの得点などで5-0と大勝して決勝進出を果たした。1989年5月24日にスペインのバルセロナで行われた決勝のステアウア・ブカレスト戦ではフリットとファンバステンがそれぞれ2得点をあげ4-0のスコアでステアウアを下し1969年以来となる20年ぶり2度目のチャンピオンズカップ優勝を成し遂げた。この試合でライカールトは後半開始早々に、巧みなボールコントロールから相手DFを置き去りにし、ファン・バステンの2点目のゴールをアシストした。
ライカールトはミランやオランダ代表での活躍もあり1988年のバロンドール（欧州年間最優秀選手賞）の投票では1位のファン・バステン（129ポイント）、2位のフリット（88ポイント）に次いで3位（45ポイント）に選ばれ、翌1989年の投票でも1位のファン・バステン（129ポイント）、2位のフランコ・バレージ（80ポイント）に次いで3位（43ポイント）に選ばれる評価を受けた。
1989-90シーズンにはリーグ戦での優勝を2季連続で逃したものの、国際舞台ではUEFAスーパーカップではスペインのバルセロナを下し、ヨーロッパチャンピオンとして挑んだトヨタカップではコロンビアのアトレティコ・ナシオナルを下しタイトルを獲得。チャンピオンズカップでは2年連続で決勝進出を果たすと、1990年5月23日にオーストリアのウィーンで行われた決勝のSLベンフィカ戦では27分にファン・バステンからのスルーパスを受けて右足アウトサイドで決勝点を決め、1-0のスコアでベンフィカを下し大会2連覇に貢献した。1989-90シーズンにはフリットが膝の重傷を負い長期離脱していたものの、彼に代わってチームを牽引するようになり、サッキ監督から「トータルミッドフィールダー」と評された。
1990-91シーズンのUEFAスーパーカップではイタリアのUCサンプドリアを下し大会連覇。1990年12月に行われたトヨタカップではパラグアイのオリンピアとの対戦となったが、この試合で2得点を決めて大会連覇に貢献すると共に最優秀選手に選ばれた。この試合での活躍を『ガゼッタ・デロ・スポルト』紙は「彼が高レベルの才能の持ち主であることを証明した」と報じるなど、当時28歳のライカールトはキャリアのピークを迎えていた。

#### オランダトリオの終焉
チャンピオンズカップの準々決勝ではフランスのオリンピック・マルセイユとの対戦となりホームでの第1戦を1-1で引分け、敵地での第2戦を迎えた。試合は72分にマルセイユのクリス・ワドルが得点を決め先制した直後に場内の照明設備の一つが消灯し、マルセイユサポーターがピッチに入り込んだため、ミランの選手全員が更衣室に一時引き上げた。照明の問題は解決したもののミランの選手達が試合続行を拒否する事態となり、欧州サッカー連盟 (UEFA) はこの試合を没収試合としてマルセイユの3-0の勝利とする決定を下し、ミランに対しては1年間の欧州での国際試合出場を禁止する処分を下した。これによりミランはチャンピオンズカップ3連覇を逃した。セリエAでの優勝争いは最終節までもつれたものの、ジャンルカ・ヴィアリやロベルト・マンチーニらを擁するUCサンプドリアに競り負け3季連続でリーグタイトルを逃す結果となり、シーズン終了後にサッキ監督は辞任した。
1991-92シーズンからは新監督にファビオ・カペッロが就任。国内リーグ戦ではオランダトリオが好調を維持し2位のユヴェントスに勝ち点8差を付け無敗で優勝を達成した、優勝を決めた第32節のナポリ戦では1ゴールを挙げて勝ち点1獲得に貢献、チームは優勝を果たした。1992-93シーズンもリーグ連覇を成し遂げたほか、前シーズンの1991年5月19日から1993年3月21日に行われたパルマ戦で敗れるまで58試合無敗の記録を打ち立てた。ライカールトは1992-93シーズンのリーグ戦では22試合に出場し2ゴール7アシスト、チャンピオンズリーグでは6試合3ゴール1アシストと中心選手としてチームを牽引したが、一方で他の2人は負傷を抱え10数試合に出場するに留まり、フリットはチーム内でのトラブルの末にシーズン終了後に退団。ファン・バステンはチャンピオンズリーグ決勝のオリンピック・マルセイユ戦を最後に実戦から遠ざかった（1995年に引退）。ライカールトはシーズン終了後に契約延長のオファーを受けたが、この申し出を辞退し退団することが決まった。
1993年5月30日に行われたセリエA第33節・ブレシア・カルチョ戦がミランでの最後の試合となった。この試合でライカールトは81分にアルベルティーニの先制点をアシスト。試合は引き分けに終わったものの、優勝という形で最後を締めくくった

### アヤックスへの復帰と引退
1993-94シーズンからは古巣のアヤックスに復帰する事が決まった。当時のチームにはエドガー・ダービッツやクラレンス・セードルフらといった若手選手が数多く在籍しており、ルイ・ファン・ハール監督から「彼らの手本となり経験を伝えて欲しい」と依頼されたことも復帰する上での動機となった。平均年齢23歳と若いチームの中でライカールトはベテランのダニー・ブリントと共にチームを牽引し1993-94シーズンにはリーグ戦30試合出場10得点を記録しリーグ優勝に貢献した。
翌1994-95シーズンもリーグ戦26試合出場2得点を記録し連覇を達成。10月26日のヘーレンフェーン戦で決めたゴールが現役ラストゴールとなった。UEFAチャンピオンズリーグ 1994-95ではグループリーグで古巣のACミランを相手にホームと敵地で共に2-0と勝利し、決勝トーナメント進出を果たし、準々決勝でクロアチアのハイデュク・スプリト、準決勝でドイツのバイエルン・ミュンヘンを下し決勝進出を果たす。この時のファン・ハール指揮下のチームはサッキの指揮したACミランやクライフの指揮したFCバルセロナと並び高い評価を得た。決勝では1995年5月24日にオーストリアのウィーンで行われ、古巣のACミランとの対戦となったが、この試合で守備的ミッドフィールダーとして起用されたライカールトは0-0で迎えた85分にパトリック・クライファートの決勝点をアシストし1-0の勝利に貢献した。
ヨーロッパチャンピオンとなった3日後、同年5月28日にホームのデ・メール・スタディオンで行われたFCトゥウェンテ戦を最後に現役引退を発表した。

## 代表経歴
1980年にオランダユース代表に選ばれ同年4月にフランスのカンヌで開催された国際大会でデビュー。5月からはドイツ民主共和国で開催されたUEFAユーストーナメントに出場し、1981年にオーストラリアで開催される1981 FIFAワールドユース選手権の出場権獲得に貢献したが、オランダサッカー協会は出場を辞退した。
1981年、ケース・ライフェルス監督の下でフリットやキーフトらと共にオランダ代表に初招集され9月1日に敵地のチューリヒで行われたスイス戦で代表デビューを飾った。1983年12月17日に行われたUEFA欧州選手権1984予選のマルタ戦ではエルウィン・クーマンとの交代で後半から出場し代表初得点を記録した。この試合でのライカールトの2得点の活躍もあってオランダはマルタ戦終了時点で全日程を消化し2位のスペインに対し得失点差11をつけて優位に立っていたものの、スペインが12月21日に行われたマルタ戦で12-1と大勝し最終的に得失点差を覆したため本大会出場を逃した。
1984年から始まった1986 FIFAワールドカップ・予選では代表チームのレギュラーに定着し、同予選のH組でオランダはハンガリーに次いで2位となりベルギーとのプレーオフに進出した。プレーオフでは1勝1敗2得点2失点の成績で並んだものの、アウェイゴール2倍のルールが適用されて1984年の欧州選手権に続いて本大会出場を逃した。

### UEFA欧州選手権1988
1986年から始まったUEFA欧州選手権1988予選ではリヌス・ミケルス監督の下で引き続き代表チームのレギュラーを務め同予選の5試合に出場したが、1987年9月のアヤックスからの退団騒動もあり代表チームからは遠ざかった。オランダ代表はライカールトを欠いたものの本大会出場権を獲得したが、ミケルス監督はライカールトを必要な人材と考えサラゴサへの移籍後も視察に訪れており、最終的に1988年6月に西ドイツで開催される本大会のメンバーとして招集することを決めた。
この大会でライカールトはロナルド・クーマンと共にセンターバックを務めたが彼とはユース代表時代からの旧知の間柄であり、守備や最終ラインからのパス供給で試合をコントロールするだけでなく、一方が攻撃参加を行う際にはもう一方が攻撃参加によって生じたスペースのカバーリングを行うなど最終ラインのコンビネーションは円滑に行われた。オランダ代表はグループリーグ初戦でソビエト連邦に敗れたものの尻上がりに調子を上げ、イングランドとアイルランドを退けグループリーグ2位の成績で決勝トーナメント進出。準決勝で地元の西ドイツを破り決勝進出。決勝ではグループリーグで敗れたソビエト連邦との再戦となったが、ライカールトはキーパーのハンス・ファン・ブロイケレンとともにソ連のオレグ・プロタソフ、イーゴリ・ベラノフのツートップを抑えると、フリットとファンバステンの得点により2-0のスコアで下し初優勝を成し遂げた。
この大会での活躍によりライカールトはファンバステン、フリット、クーマンと共に国際的なスター選手としての評価を得た。

### 1990 FIFAワールドカップ
欧州選手権終了後にミケルス監督が退任し、後任としてテイス・リブレフツが監督に就任。1988年9月から始まった1990 FIFAワールドカップ・予選では西ドイツ、ウェールズ、フィンランドと同じグループとなったが無敗で予選突破を決めた。しかし、リブレフツ監督が「フリットやライカールトらの黒人選手は白人選手よりも問題がある」との人種差別発言がサッカー専門誌に掲載されると波紋を呼び、代表選手がリブレフツの解任を求める事態となった。その際、選手達は後任監督についてFCバルセロナで監督を務めるクライフの就任を要望したが、代表監督退任後にオランダ協会のテクニカル・ディレクターを務めていたミケルスは大会の1か月前にクライフではなく、ベーンハッカーを監督に指名した。この決定についてクライフの監督就任を望んでいた選手達は不満を抱くことになった。

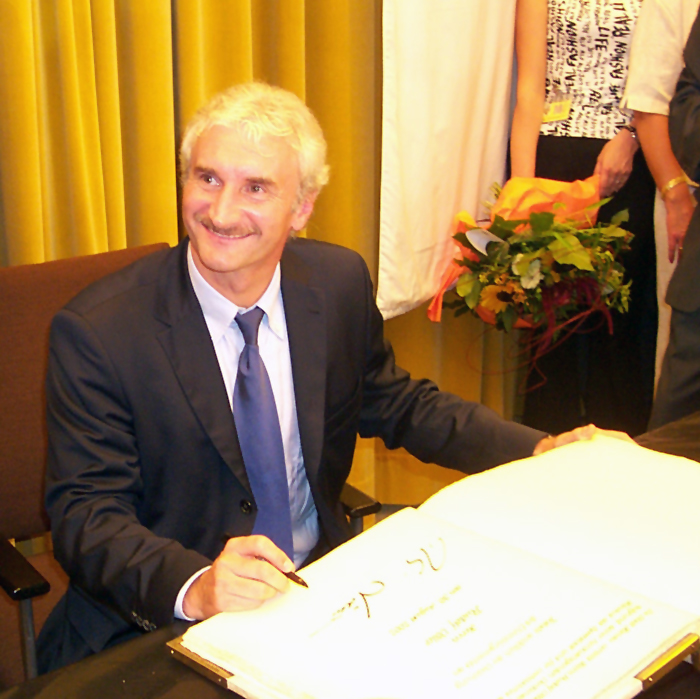
決勝トーナメント1回戦の西ドイツ戦ではルディ・フェラーとトラブルとなり双方とも退場処分を受けた。ライカールトが行動に至った背景にはフェラーによる侮辱的発言があったといわれ物議を醸したが、後に当事者双方が否定した。

1990年6月にイタリアで開催された本大会では2年前の欧州選手権とほぼ同じ代表メンバーを揃えながらもグループリーグ初戦で各下と見做されていたエジプトと1-1で引分け。続くイングランド戦とアイルランド戦も引分けに終わりイングランドとアイルランドとで勝ち点、得失点差で並んだ為、国際サッカー連盟 (FIFA) による抽選によりグループ3位で決勝トーナメント進出を決めた。
ミラノで行われた決勝トーナメント1回戦は西ドイツとの対戦となったが、この試合においてオランダ陣内で西ドイツのFWルディ・フェラーとの間でトラブルが発生した。20分にオランダ陣内のタッチライン際でドリブルを仕掛けるフェラーにライカールトがスライディングを仕掛けて転倒させたため主審から警告を受け、フェラーもライカールトに駆け寄り口論となったため主審から警告を受けた。その直後のフリーキックの場面でフェラーはアンドレアス・ブレーメから供給されたボールを追ってペナルティエリア内でGKのハンス・ファン・ブロイケレンと接触し転倒。その際に再びライカールトと口論になったため、主審は両者に退場を命じた。退場となりピッチから退く際に、ライカールトはフェラーを追いかけて唾を吐きかけた。この事件は物議を醸し、オランダとドイツの国境では暴動が発生する事態となった。
この事件の経緯について、交錯した際にフェラーがライカールトに対し侮辱する内容の発言をしたと言われているが、フェラー自身は「なぜ反則をしたんだ」と問いただしただけだと主張し、ライカールトも「ドイツ人を憎んでいない。振り返ると些細な話だ」と述べるなど、両者は互いに険悪な関係や人種差別的意図はなかったとしている。なお、試合中に黒人選手がボールを持つたびに観客から非難を意味する口笛が吹かれており負の感情が連鎖した、との証言もある。
試合は両チームの主力選手を欠き10人対10人の試合となり1-2でオランダが敗れたが、白熱した展開となったことから専門家のブライアン・グランヴィルは「凡戦となったこの大会の決勝戦よりも遥かに決勝に相応しい。ワールドカップ史上に残る試合」「両者の退場も試合内容を損なわなかった」と評している。また二人が退場したことによる影響について賀川浩は「点取り屋のフェラーを失った西ドイツよりも攻守の舵取り役のライカールトを失ったオランダの方が影響は大きかった」と評している。一方、オランダ代表の内部では大会前からの内紛の影響もあって大会を通じて秩序や団結心を喪失しており、ライカールトは大会終了後に代表チームからの引退を表明した。

### UEFA EURO '92
代表チームからの引退を表明し復帰を拒否していたライカールトだが、1990年のワールドカップ終了後に監督に就任したミケルスの説得もあり、1991年9月11日にアイントホーフェンで行われたポーランドとの親善試合で代表復帰を果たし、UEFA EURO '92予選の2試合に出場。1992年6月からスウェーデンで開催された本大会ではファン・バステン、フリット、クーマンらの前回優勝メンバーにデニス・ベルカンプやブライアン・ロイらの若手が加わり、グループリーグではスコットランドや西ドイツを下して決勝トーナメント進出を果たすと優勝候補の最右翼と目された。ライカールトは守備ラインに留まらず、前方のスペースに積極的に飛び出し攻撃に絡む動きを見せ、グループリーグ初戦のスコットランド戦ではベルカンプの決勝点をアシスト、第3戦の西ドイツ戦と準決勝のデンマーク戦で1得点ずつを挙げる活躍を見せたが、準決勝でダークホースのデンマークにPK戦の末に敗れ大会連覇を逃した。

### 1994 FIFAワールドカップ
EURO92での敗退後に監督に就任したディック・アドフォカートの下でもレギュラーを務め、1994 FIFAワールドカップ・予選ではノルウェーやイングランドを退けて2大会連続でワールドカップ出場を果たした。一方、ファン・バステンが足首の怪我。により辞退、フリットがアドフォカートとの対立が原因となり大会の出場辞退を表明するなど、新旧交代の時期に差しかかり、ライカールト自身もこの大会を最後のワールドカップとして捉えていた。
1994年6月にアメリカ合衆国で開催された本大会ではグループリーグで第2戦のベルギー戦で敗れたものの2勝1敗の成績で決勝トーナメント進出を果たし、決勝トーナメント1回戦ではアイルランドを下し準々決勝進出を果たした。準々決勝のブラジル戦は「この大会で最高の試合」と評されたものの2-3のスコアでオランダが敗れた。ライカールトは、この試合を最後に32歳で代表チームから引退した。通算成績は国際Aマッチ73試合出場10得点。そのうち71試合に先発出場し2試合で主将を務めた。

## 指導者経歴
引退後はサッカー界から退くと直ちにアパレル業界に進出し、自らのデザイナーブランドを立ち上げ、男性用の下着類を取り扱っていた。2年後の1997年に業界から退き、サッカー界への復帰を決意するとオランダサッカー協会の主催する6か月間の特別講習を受講し監督ライセンスを取得した。1998年6月にフランスで行われた1998 FIFAワールドカップの際にはフース・ヒディンク監督から勧誘を受けて、代表チームのアシスタントコーチを務めた。

### オランダ代表
ワールドカップ終了後にヒディンクが監督を辞任したことを受けて、オランダサッカー協会は2000年に隣国のベルギーとの間で共同開催されるUEFA EURO 2000に向けた新監督の選定に取り掛かり、ミケルスやクライフ、ヒディンク前監督らの推薦を受けてライカールトが代表の監督に選ばれた。ライカールトはこれまでクラブや代表チームを率いた経験が一度もなかったものの、ヒディンクの下でアシスタントコーチを経験し、チームの内情を熟知し尚且つ尊敬を受けていた点が決め手となった。一方で、コー・アドリアーンセの様に、この決定に対して異議を唱える者も多かった。
ロナルド・クーマンやヨハン・ニースケンスをアシスタントコーチとして迎え、1998年10月10日に行われたペルーとの親善試合を皮切りに本大会までに17試合を消化し、2000年6月の本大会を迎えた。ライカールトはEURO優勝の目標を掲げ、グループリーグではチェコ、デンマークに勝利し、第3戦でフランスに敗れたもののグループ首位で決勝トーナメント進出を果たした。準々決勝ではユーゴスラビアに6-1と大勝し準決勝進出を決めたが、準決勝のイタリア戦では相手が退場者を出し数的優位に立ちながらも守備を崩しきれず0-0のスコアのまま延長戦でも決着がつかずPK戦の末に敗れた。試合終了後の記者会見の場でライカールトは「私は失敗した。我々は前半に試合を支配しながらも得点を決めることが出来ず、得点できないことで弱気に取り付かれてしまった。それに対してイタリアは賢く組織的で、素晴らしい守備をした」と発言し辞意を表明した。

### スパルタ・ロッテルダム
2000-01シーズンからはスパルタ・ロッテルダムの監督に就任した。なお、スパルタは伝統あるクラブだが組織や資金面に乏しい点から、クライフをはじめ周囲からは監督就任を辞退する様にアドバイスを受けていた。シーズン中盤まではリーグ戦で中位につけていたものの主力選手の負傷や選手の来季の契約問題などからチーム内の士気が低下。クラブ史上初の2部リーグ降格という結果をもたらすと、2002年5月に辞任した。

### バルセロナ

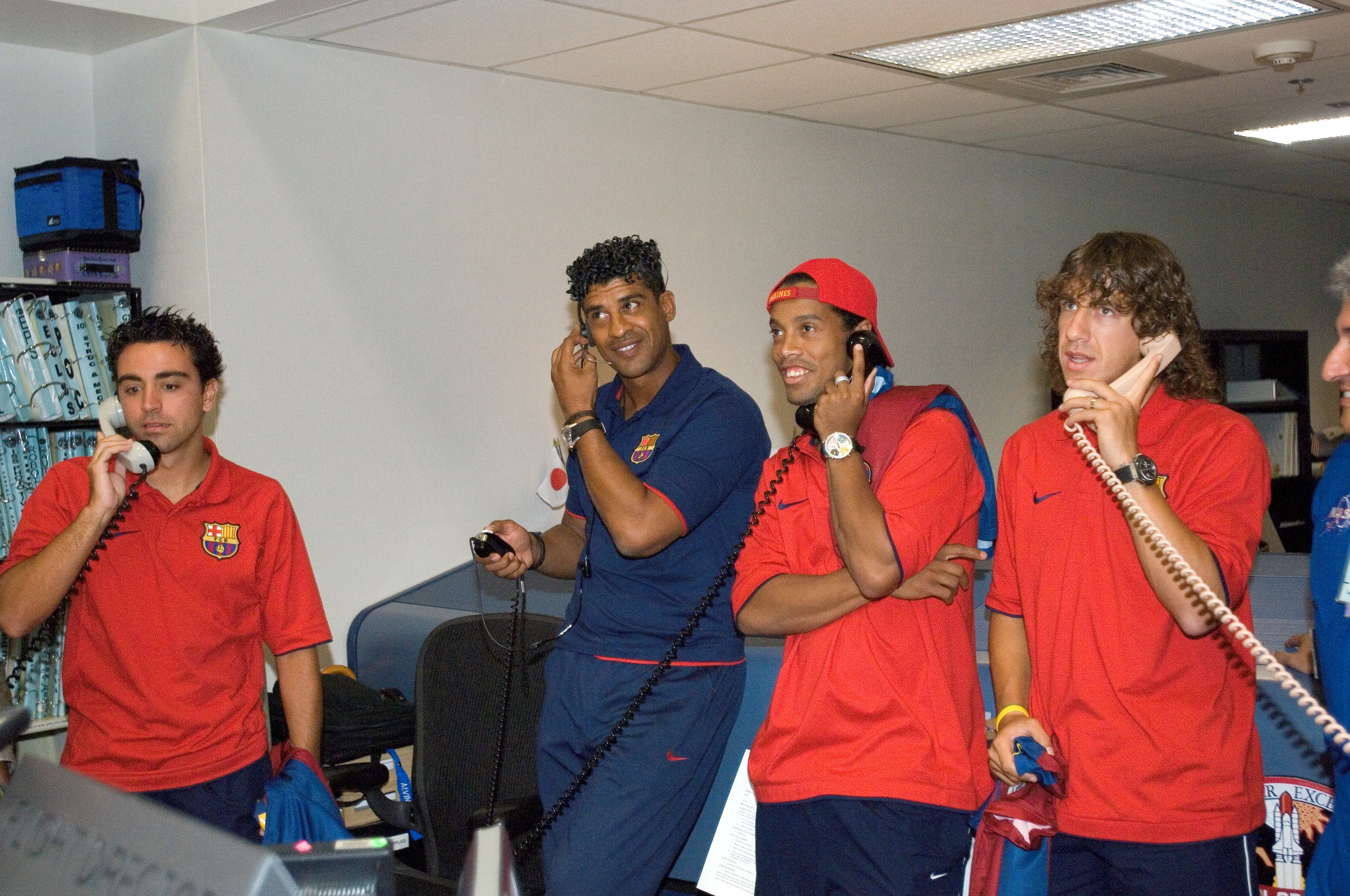
バルセロナ監督時代のライカールト。左からシャビ・エルナンデス、ライカールト、ロナウジーニョ、カルレス・プジョル。

2003年6月、ライカールトはオランダ領アンティルの代表チーム監督就任のオファーを受け準備を進めていたが、時を同じくしてスペインのFCバルセロナから年俸100万ユーロ（約1億2000万円）2年契約（成績に応じて契約期間を更に2年間延長できるオプション付き）のオファーを掲示され契約に合意。6月23日に就任記者会見を行った。
この監督就任の背景にはバルセロナの首脳陣に対するヨハン・クライフによる推薦があった。会長のジョアン・ラポルタは同年6月の会長選挙で当選後、幹部のサンドロ・ロセイやアイトール・ベギリスタインらと共に新監督の選定に着手し、候補としてフース・ヒディンクやロナルド・クーマンの名が挙げられていた。彼らから相談を受けた際にクライフは両者がオファーを受け入れる可能性が低いことを指摘し、自身が保障の出来る人物としてファン・バステンとライカールトの名前を挙げた。ファン・バステンについては監督ライセンスを所持しておらず監督経験がなかったことからクライフ自ら却下し、ライカールトを「選手としても監督としても素晴らしい哲学の持ち主であり、内容のあるサッカーを好む人物」として推薦するに至った。クライフの推薦があったとはいえ、バルセロナの首脳陣はヒディンクやクーマンとの交渉を優先しライカールトは3番手の候補と見做していた。
バルセロナでの初采配となった2003-04シーズンではブラジルのロナウジーニョが加わるも、リーグ戦序盤は成績が伸び悩み前期を終了した時点で首位のレアル・マドリードに対し勝ち点差15をつけられていたが、後期に入ると15試合連続無敗を維持するなど最終的に2位でシーズンを終え、UEFAチャンピオンズリーグの出場権を獲得した。
2004-05シーズンではポルトガルのデコやカメルーンのサミュエル・エトーが新たに加わり、リーグ戦では第6節で首位に立つとその座を維持し続け、最終節を待たずして2005年5月14日のレバンテUD戦で5シーズンぶりの優勝を決めた。同年7月には契約期間を更に2年延長し2009年6月までとすることに合意した。
2005-06シーズンではロナウジーニョ、エトー、シャビ・エルナンデスといった主力選手のコンビネーションも強化され、リーグ戦では14連勝を記録するなど18試合連続で無敗を続け2連覇を達成。UEFAチャンピオンズリーグ 2005-06ではグループリーグを勝ち抜いた後、チェルシーFC、SLベンフィカ、ACミランを下して決勝に進出。決勝ではイングランドのアーセナルFCを2-1で下し、1991-92シーズン以来となる2度目の優勝を成し遂げた。なお、ライカールトは選手としても監督としてもヨーロッパチャンピオンを経験したが、ライカールト以外にはミゲル・ムニョス、ジョヴァンニ・トラパットーニ、ヨハン・クライフ、カルロ・アンチェロッティ、ジョゼップ・グアルディオラ、ジネディーヌ・ジダンがいる。
バルセロナを指揮した実績により2005年から2006年にかけてUEFAクラブ・フットボール・アワード最優秀監督賞、国際サッカー歴史統計連盟 (IFFHS) 世界最優秀監督、オンズドール年間最優秀監督賞をそれぞれ1回、ドン・バロン・アワード年間最優秀監督賞を2回受賞するなどの評価を得た。
一方、2006-07シーズンを前にライカールトの参謀役を務めていたヘンク・テン・カテがチームを退団。シーズンが始まると主力選手の負傷離脱やパフォーマンス低下もあり無冠に終わるとライカールトの手腕を疑問視する声が現れ始めた。
2007-08シーズンではロナウジーニョの退団騒動が持ち上がるなど内紛が続き、2008年5月7日に行われたレアル・マドリードとの一戦（エル・クラシコ）で1-4と大敗を喫するなど2季連続でタイトルを逃すことが確定すると、翌5月8日にラポルタ会長からライカールトの2007-08シーズン限りでの解任が発表された。5月17日のリーグ戦第38節、レアル・ムルシア戦がバルセロナでの最後の指揮となり、ジョバニ・ドス・サントスの3得点などで5-3と勝利した。

### ガラタサライ
2009年6月5日、トルコのガラタサライSKの監督に就任した。2009-10シーズンのリーグ戦では優勝を逃し3位となり、2010-11シーズンのリーグ戦では8試合を終了した時点で首位との勝ち点差8の9位と成績が低迷し、また、UEFAヨーロッパリーグ 2010-11予選ではプレーオフに進出するもウクライナのFCカルパティ・リヴィウに敗れ本大会出場を逃した。2010年10月19日に双方合意の下、契約を解除した。

### サウジアラビア代表
2011年6月28日、サウジアラビア代表の監督に就任した。契約期間は3年。2014 FIFAワールドカップ・アジア2次予選では香港に大勝し3次予選進出を決めたが、同年9月から2012年2月にかけて行われた3次予選ではオーストラリアとオマーンに競り負け、1勝3分2敗の成績で予選敗退となった。
2013年1月にバーレーンで開催されたガルフカップ2013ではイエメンに勝利したもののイラクとクウェートに敗れ1勝2敗の成績でグループリーグ敗退という結果に終わると同年1月16日に監督を解任された。

## 人物
選手時代にはセンターバック、ボランチ、攻撃的ミッドフィールダーを務める多才さで攻守にわたりチームに貢献し、オランダ代表やACミランでチームメイトだったマルコ・ファン・バステンやルート・フリットと比べて最も安定度のある選手とも評される。ACミランでは攻守を支える柱となり、フリットの欠場時には背番号10番をつけてプレーしたこともあった。
足元の正確な技術に加え戦術的な洞察力、激しい守備に対応する屈強な身体能力を持ち合わせており、そのプレースタイルから「ハリケーン」とも評された。一方でファン・バステンやフリットに比べ低評価を受けていたともいわれるが、ファン・バステンは1992年のバロンドール授賞式の際にライカールトについて次のように評した。
一方で普段は冷静な性格であるにも関わらず、選手時代には1987年のヨハン・クライフとの衝突や、1990年のルディ・フェラーへの唾吐き事件など思わぬ局面で感情を爆発させることがあった。クライフは衝突の経緯についてライカールトの控えめな性格を挙げており、「1番になりたいのなら、相手の出方を待つのではなく、積極的にボールを奪え」と諭したことが対立の原因となったと語っている。
監督としては、相手チームの詳細な分析を行ったりチーム全体に戦術を浸透させるタイプではなく、選手のイマジネーションといった感覚的な要素を重視し、個々の選手の相性やポジション配置によって生み出されるコンビネーションを高めることに時間を費やした。バルセロナで2005-06シーズンに国内リーグとUEFAチャンピオンズリーグの2冠を達成した際には「ドリームチームの再来」と評価を得たが、次第に選手個々のコンディショニングや意欲の面で差異が生じるようになるなど、チーム状態が下降した際の対応策を持ち合わせてはいなかった。
1989年6月にスリナム系オランダ人によるオランダ代表（通称:カラフル・イレブン）がスリナムに遠征した際にスリナム航空764便墜落事故に遭遇し、選手18名中15名が死亡した（3名の生存者の内競技に復帰できた者は1名のみ）。このカラフル・イレブンにライカールトも選出されていたが、所属クラブの意向で辞退した為に命拾いしている。尚、フリットも同様の理由で命拾いしている。

## 個人成績

### クラブでの成績
1994-95シーズン終了時の成績
| クラブ           | シーズン | リーグ | リーグ | カップ | カップ | 欧州カップ | 欧州カップ | その他 | その他 | 合計 | 合計 |
| クラブ           | シーズン | 出場   | 得点   | 出場   | 得点   | 出場       | 得点       | 出場   | 得点   | 出場 | 得点 |
| ---------------- | -------- | ------ | ------ | ------ | ------ | ---------- | ---------- | ------ | ------ | ---- | ---- |
| アヤックス       | 1980-81  | 24     | 4      | 6      | 0      | 1          | 1          | 0      | 0      | 31   | 5    |
| アヤックス       | 1981-82  | 27     | 4      | 1      | 0      | 0          | 0          | 0      | 0      | 28   | 4    |
| アヤックス       | 1982-83  | 25     | 3      | 6      | 1      | 0          | 0          | 0      | 0      | 31   | 4    |
| アヤックス       | 1983-84  | 23     | 9      | 2      | 0      | 1          | 0          | 0      | 0      | 26   | 9    |
| アヤックス       | 1984-85  | 34     | 7      | 4      | 1      | 4          | 1          | 0      | 0      | 42   | 9    |
| アヤックス       | 1985-86  | 31     | 9      | 6      | 4      | 2          | 0          | 0      | 0      | 39   | 13   |
| アヤックス       | 1986-87  | 34     | 7      | 7      | 0      | 9          | 2          | 0      | 0      | 50   | 9    |
| アヤックス       | 1987-88  | 8      | 3      | 0      | 0      | 1          | 1          | 0      | 0      | 9    | 4    |
| アヤックス       | 小計     | 206    | 46     | 32     | 6      | 18         | 5          | 0      | 0      | 256  | 57   |
| スポルティングCP | 1987-88  | 0      | 0      | 0      | 0      | 0          | 0          | 0      | 0      | 0    | 0    |
| スポルティングCP | 小計     | 0      | 0      | 0      | 0      | 0          | 0          | 0      | 0      | 0    | 0    |
| レアル・サラゴサ | 1987-88  | 11     | 0      | 0      | 0      | 0          | 0          | 0      | 0      | 0    | 0    |
| レアル・サラゴサ | 小計     | 11     | 0      | 0      | 0      | 0          | 0          | 0      | 0      | 0    | 0    |
| ACミラン         | 1988-89  | 31     | 4      | 6      | 0      | 9          | 1          | 1      | 1      | 47   | 6    |
| ACミラン         | 1989-90  | 29     | 2      | 6      | 0      | 11         | 2          | 1      | 0      | 47   | 4    |
| ACミラン         | 1990-91  | 30     | 3      | 2      | 0      | 6          | 1          | 1      | 2      | 39   | 6    |
| ACミラン         | 1991-92  | 30     | 5      | 5      | 0      | 0          | 0          | 0      | 0      | 35   | 5    |
| ACミラン         | 1992-93  | 22     | 2      | 5      | 0      | 6          | 3          | 0      | 0      | 33   | 5    |
| ACミラン         | 小計     | 142    | 16     | 24     | 0      | 32         | 7          | 3      | 3      | 201  | 26   |
| アヤックス       | 1993-94  | 30     | 10     | 4      | 0      | 6          | 1          | 1      | 0      | 41   | 11   |
| アヤックス       | 1994-95  | 26     | 2      | 2      | 0      | 10         | 0          | 1      | 0      | 39   | 2    |
| アヤックス       | 小計     | 56     | 12     | 6      | 0      | 16         | 1          | 2      | 0      | 80   | 13   |
| 通算             | 通算     | 415    | 74     | 62     | 6      | 66         | 13         | 5      | 3      | 548  | 96   |

### 代表での成績
オランダ代表として最後の試合となった1994年7月9日のブラジル戦までの出場数
| オランダ代表 | オランダ代表 | オランダ代表 | オランダ代表 | オランダ代表 | オランダ代表 | オランダ代表 | オランダ代表 |
| 年           | 国際大会     | 国際大会     | 親善試合     | 親善試合     | 合計         | 合計         |              |
| 年           | 出場         | 得点         | 出場         | 得点         | 出場         | 得点         |              |
| ------------ | ------------ | ------------ | ------------ | ------------ | ------------ | ------------ | ------------ |
| 1981         | 0            | 0            | 1            | 0            | 1            | 0            |              |
| 1982         | 1            | 0            | 4            | 0            | 5            | 0            |              |
| 1983         | 1            | 2            | 2            | 0            | 3            | 2            |              |
| 1984         | 1            | 0            | 1            | 0            | 2            | 0            |              |
| 1985         | 4            | 0            | 1            | 0            | 5            | 0            |              |
| 1986         | 3            | 0            | 1            | 0            | 4            | 0            |              |
| 1987         | 2            | 0            | 2            | 0            | 4            | 0            |              |
| 1988         | 7            | 0            | 3            | 0            | 10           | 0            |              |
| 1989         | 4            | 0            | 1            | 0            | 5            | 0            |              |
| 1990         | 4            | 0            | 3            | 1            | 7            | 1            |              |
| 1991         | 2            | 0            | 1            | 0            | 3            | 0            |              |
| 1992         | 7            | 2            | 4            | 1            | 11           | 3            |              |
| 1993         | 4            | 0            | 0            | 0            | 4            | 0            |              |
| 1994         | 4            | 0            | 5            | 4            | 9            | 4            |              |
| 通算         | 44           | 4            | 29           | 6            | 73           | 10           |              |

オランダ代表として最後の試合となった1994年7月9日のブラジル戦までの得点数
| #   | 開催日         | 開催地                   | 対戦チーム     | スコア | 結果       | 試合概要               |
| --- | -------------- | ------------------------ | -------------- | ------ | ---------- | ---------------------- |
| 1.  | 1984年12月17日 | オランダ、ロッテルダム   | マルタ         | 3-0    | 5-0        | UEFA欧州選手権1984予選 |
| 2.  | 1984年12月17日 | オランダ、ロッテルダム   | マルタ         | 5-0    | 5-0        | UEFA欧州選手権1984予選 |
| 3.  | 1990年6月3日   | ユーゴスラビア、ザグレブ | ユーゴスラビア | 1-0    | 2-0        | 親善試合               |
| 4.  | 1992年5月27日  | オランダ、シッタルト     | オーストリア   | 1-0    | 3-2        | 親善試合               |
| 5.  | 1992年6月18日  | スウェーデン、ヨーテボリ | ドイツ         | 1-0    | 3-1        | UEFA EURO '92          |
| 6.  | 1992年6月22日  | スウェーデン、ヨーテボリ | デンマーク     | 2-2    | 2-2 PK 4-5 | UEFA EURO '92          |
| 7.  | 1994年1月19日  | チュニジア、チュニス     | チュニジア     | 1-1    | 2-2        | 親善試合               |
| 8.  | 1994年6月1日   | オランダ、ロッテルダム   | ハンガリー     | 5-1    | 6-1        | 親善試合               |
| 9.  | 1994年6月1日   | オランダ、ロッテルダム   | ハンガリー     | 6-1    | 6-1        | 親善試合               |
| 10. | 1994年6月12日  | カナダ、トロント         | カナダ         | 3-0    | 3-0        | 親善試合               |

### 監督成績
2013年12月21日現在
| オランダ               | 1998年6月 | 2000年7月  | 22  | 8   | 12  | 2  | 036.36 |
| スパルタ・ロッテルダム | 2001年6月 | 2002年5月  | 38  | 6   | 12  | 20 | 015.79 |
| FCバルセロナ           | 2003年7月 | 2008年5月  | 273 | 160 | 63  | 50 | 058.61 |
| ガラタサライSK         | 2009年6月 | 2010年10月 | 67  | 37  | 15  | 15 | 055.22 |
| サウジアラビア         | 2011年6月 | 2013年1月  | 27  | 7   | 9   | 11 | 025.93 |
| 合計                   | 合計      | 合計       | 427 | 218 | 111 | 98 | 051.05 |

## 獲得タイトル
| 選手 アヤックス - エールディヴィジ (5) : 1981-82, 1982-83, 1984-85, 1993-94, 1994-95 - KNVBカップ (3) : 1982-83, 1985-86, 1986-87 - UEFAカップウィナーズカップ (1) : 1986-87 - オランダ・スーパーカップ (2) : 1993, 1994 - UEFAチャンピオンズリーグ (1) : 1994-95 ミラン - スーペルコッパ・イタリアーナ (2) : 1988, 1992 - UEFAチャンピオンズカップ (2) : 1988-89, 1989-90 - UEFAスーパーカップ (2) : 1989, 1990 - トヨタカップ (2) : 1989, 1990 - セリエA (2) : 1991-92, 1992-93 オランダ代表 - UEFA欧州選手権 (1) : 1988 - オランダ年間最優秀選手賞 (2) : 1985, 1987 - セリエA最優秀外国人選手賞 (1) : 1992 - グエリン・スポルティヴォ 年間最優秀選手賞 (1) : 1992 - バロンドール 3位 (2) : 1988, 1989 - ワールドサッカー選定 20世紀の偉大なサッカー選手100人 54位 : 1999 - FIFA 100 | 監督 バルセロナ - プリメーラ・ディビシオン (2) : 2004-05, 2005-06 - スーペルコパ・デ・エスパーニャ (2) : 2005, 2006 - UEFAチャンピオンズリーグ (1) : 2005-06 - ドン・バロン・アワード最優秀監督賞 (2) : 2004-05, 2005-06 - UEFAクラブ・フットボール・アワード最優秀監督賞 (1) : 2005-06 - UEFAチーム・オブ・ザ・イヤー最優秀監督賞 (1) : 2006 - 国際サッカー歴史統計連盟 世界最優秀監督賞 (1) : 2006 - オンズドール 最優秀監督賞 (1) : 2006 |